# Brett Lunger

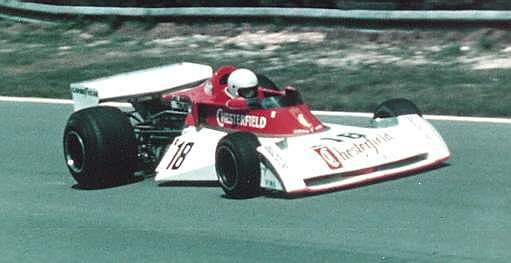
Brett Lunger in 1976 in een Surtees TS19

Robert Brett Lunger (Wilmington, Delaware, 14 november 1945) is een voormalig Formule 1-coureur uit de Verenigde Staten. Tussen 1975 en 1978 nam hij deel aan 43 Grands Prix voor de teams Hesketh Racing, Surtees, March Engineering, McLaren en Ensign, maar scoorde hierin geen punten.
Lunger is echter voornamelijk bekend geworden vanwege zijn rol in het redden van de Oostenrijkse autocoureur Niki Lauda tijdens diens zware crash op de Nürburgring op 1 augustus 1976. Hij deed dit samen met Arturo Merzario, Guy Edwards en Harald Ertl.